# Bäcksträsket
Bäcksträsket är en sjö i Finland. Den ligger i kommunen Larsmo i landskapet Österbotten, i den centrala delen av landet, 400 km norr om huvudstaden Helsingfors. Bäcksträsket ligger 27 meter över havet. Arean är 1,8 hektar och strandlinjen är 0,55 kilometer lång. Sjön  ingår i Egentliga Bottenvikens avrinningsområde. 